# Edward Waring
Edward Waring FRS (n. 1736, Shrewsbury, Anglia, Regatul Marii Britanii – d. 15 august 1798, Plealey⁠(d), Pontesbury⁠(d), Anglia, Regatul Marii Britanii) a fost un matematician britanic. A studiat în Magdalene College, Cambridge, ca sizar⁠(d) și a devenit Senior Wrangler⁠(d) în 1757. A fost ales Fellow of Magdalene, iar în 1760, profesor lucasian de matematici⁠(d), ocupând catedra până la moartea sa. El a elaborat aserțiunea cunoscută ulterior drept problema lui Waring, în scrierea sa Meditationes Algebraicae, dar fără să îi dea o demonstrație riguroasă. 
Waring a fost ales Fellow of the Royal Society în 1763 și i s-a acordat Medalia Copley în 1784.